# Minnesota Wild
O Minnesota Wild é um time de hóquei no gelo que disputa a NHL (National Hockey League), sediado na capital do estado norte-americano de Minnesota, Saint Paul. Começou a jogar no ano de 2000, seis anos depois do antigo time do estado, o Minnesota Wild Stars, se mudar para o Texas se tornando o Dallas Stars.

## Fatos
Fundação: 2000
Arena: Xcel Energy Center (capacidade 17,113)
Design Logo: Um perfil estilizado de um animal: árvores verdes, céu vermelho e uma lua amarela ao fundo; uma estrela branca (North Star) como o olho e um rio (Mississippi River) como a boca.
Títulos: Divisão Nordeste (2007-08)
Rivais: Colorado Avalanche, Vancouver Canucks, Edmonton Oilers
Playoffs: 5 (finais do Oeste em 2003, primeira rodada em 2007, 2008 e 2013, segunda rodada em 2014)

## Jogadores Importantes

### Elenco Atual
Dados de 19 de Julho, da sessão de 2006-2007
| Goleiros | Goleiros  | Goleiros         | Goleiros | Goleiros  | Goleiros                   |
| Número   |           | Nome             | Luva     | Adquirido | Local de Nascimento        |
| -------- | --------- | ---------------- | -------- | --------- | -------------------------- |
| 30       | Rússia    | Ilya Bryzgalov   | E        | 2014      | Togliatti, União Soviética |
| 32       | Finlândia | Niklas Bäckström | E        | 2006      | Helsinki, Finlândia        |
| 35       | Canadá    | Darcy Kuemper    | E        | 2009      | Saskatoon, Saskatchewan    |
| 37       | Canadá    | Josh Harding     | D        | 2002      | Regina (Saskatchewan)      |

| Defensores | Defensores     | Defensores      | Defensores | Defensores | Defensores                       | Defensores |
| Número     |                | Nome            | Tacada     | Adquirido  | Local de Nascimento              |            |
| ---------- | -------------- | --------------- | ---------- | ---------- | -------------------------------- | ---------- |
| 2          | Estados Unidos | Keith Ballard   | E          | 2013       | Baudette, Minnesota              |            |
| 4          | Canadá         | Clayton Stoner  | E          | 2004       | Port McNeill, Columbia Britânica |            |
| 6'         | Canadá         | Marco Scandella | E          | 2008       | Montreal, Quebec                 |            |
| 20         | Estados Unidos | Ryan Suter - A  | E          | 2012       | Madison, Wisconsin               |            |
| 25         | Suécia         | Jonas Brodin    | E          | 2011       | Karlstad, Suécia                 |            |
| 39         | Estados Unidos | Nate Prosser    | D          | 2010       | Elk River, Minnesota             |            |
| 46         | Canadá         | Jared Spurgeon  | D          | 2010       | Edmonton, Alberta                |            |

| Atacantes | Atacantes      | Atacantes         | Atacantes | Atacantes | Atacantes | Atacantes                                |
| Número    |                | Nome              | Tacada    | Posição   | Adquirido | Local de Nascimento                      |
| --------- | -------------- | ----------------- | --------- | --------- | --------- | ---------------------------------------- |
| 9         | Finlândia      | Mikko Koivu - C   | E         | C         | 2001      | Turku, Finlândia                         |
| 11        | Estados Unidos | Zach Parise - A   | E         | LW        | 2012      | Minneapolis, Minnesota                   |
| 15        | Canadá         | Dany Heatley      | E         | LW        | 2011      | Freiburg im Breisgau, Alemanha Ocidental |
| 3         | Estados Unidos | Charlie Coyle     | D         | C         | 2011      | Weymouth, Massachusetts                  |
| 22        | Suíça          | Nino Niederreiter | E         | RW        | 2013      | Chur, Suíça                              |
| 19        | Canadá         | Stephane Veilleux | E         | LW        | 2012      | Saint-Georges, Quebec                    |
| 27        | Estados Unidos | Mike Rupp         | E         | LW/C      | 2013      | Cleveland, Ohio                          |
| 21        | Canadá         | Kyle Brodziak     | D         | C         | 2009      | St. Paul, Alberta                        |
| 24        | Canadá         | Matt Cooke        | E         | LW        | 2013      | Belleville, Ontario                      |
| 26        | Canadá         | Matt Moulson      | E         | LW        | 2014      | Mississauga, Ontário                     |
| 38        | Finlândia      | Mikael Granlund   | E         | C         | 2010      | Oulu, Finlândia                          |
| 56        | Finlândia      | Erik Haula        | E         | C         | 2009      | Pori, Finlândia                          |
| 8         | Canadá         | Cody McCormick    | D         | RW/C      | 2014      | London (Ontario)                         |
| 14        | Canadá         | Justin Fontaine   | D         | RW        | 2011      | Bonnyville, Alberta                      |
| 16        | Estados Unidos | Jason Zucker      | E         | LW        | 2010      | Newport Beach, Califórnia                |
| 29        | Estados Unidos | Jason Pominville  | D         | RW        | 2013      | Repentigny, Quebec                       |

### Membros do Hall da Fama do Hóquei
- Jacques Lemaire (técnico, 2001-08)

### Capitães

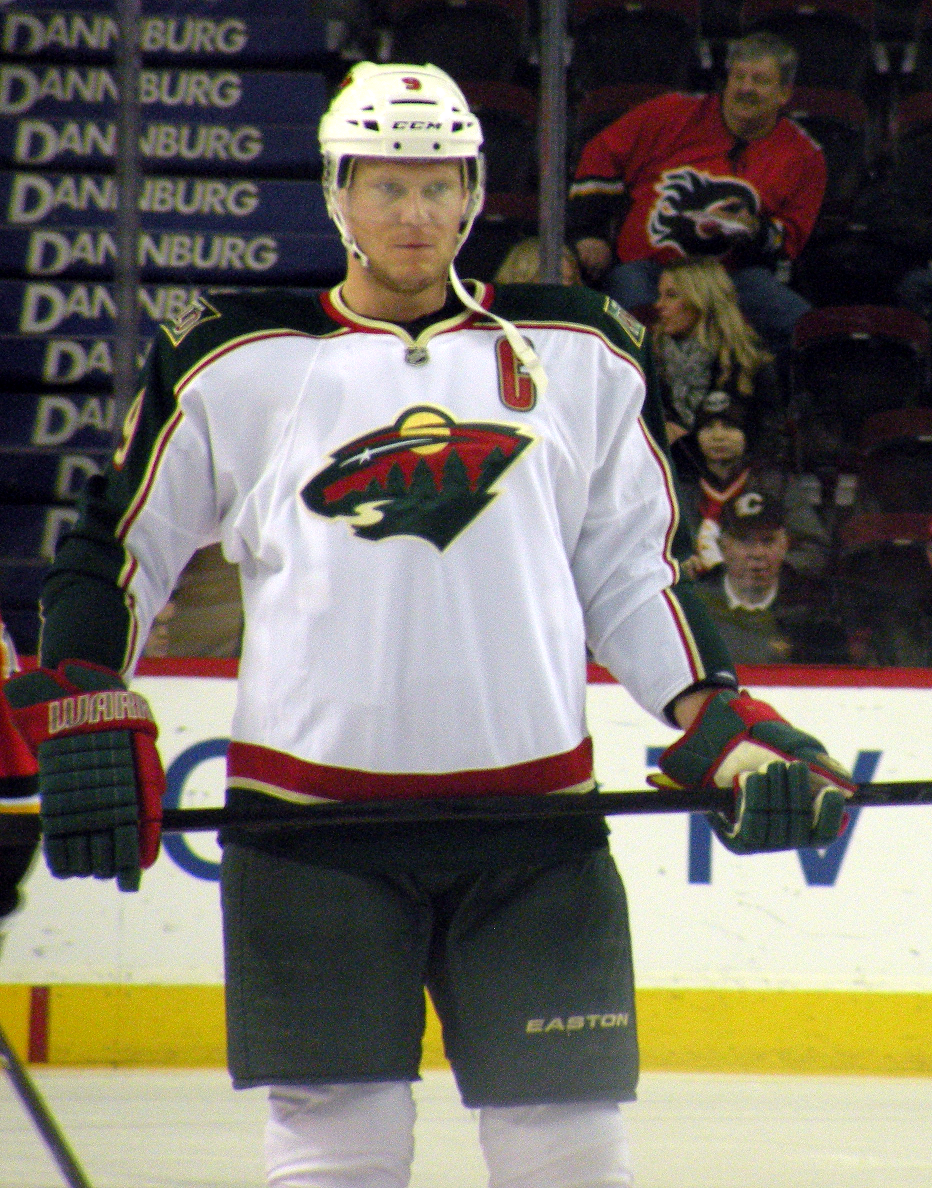
Mikko Koivu está no Wild desde 2005, e se tornou o primeiro capitão permanente da equipe em 2009.

Nos primeiros nove anos da franquia, os capitães mudavam por mês, antes de se fixarem em Mikko Koivu.
- 2000-01 Sean O'Donnell (Out), Scott Pellerin (Nov), Wes Walz (Dez), Brad Bombardir (Jan/Fev), Darby Hendrickson (Mar/Abr)
- 2001-02 Jim Dowd (Out), Filip Kuba (Nov), Brad Brown (Dez/Jan), Andrew Brunette (Fev/Mar/Abr)
- 2002-03 Brad Bombardir (Out/Nov), Matt Johnson (Dez), Sergei Zholtok (Jan), Brad Bombardir (Fev/Mar/Abr/2003 Playoffs)
- 2003-04 Brad Brown (Out), Andrew Brunette (Nov), Richard Park (Dez), Brad Bombardir (Jan), Jim Dowd (Fev), Andrew Brunette (Mar/Abr)
- 2005-06 Alex Henry (Out), Filip Kuba (Nov), Willie Mitchell (Dez/Jan), Brian Rolston (Fev/Mar), Wes Walz (Mar/Abr)
- 2006–07 Brian Rolston (Out/Nov/Jan), Keith Carney (Dez), Mark Parrish (Fev/Mar/Abr/2007 Playoffs)
- 2007–08 Pavol Demitra (Out), Brian Rolston (Nov), Mark Parrish (Dez), Nick Schultz (Jan), Mikko Koivu (Fev),  Marián Gáborík (Mar/April/Playoffs 2008)
- 2008–09 Mikko Koivu (Out/Nov/Jan/Mar/Abr), Kim Johnsson (Dez), Andrew Brunette (Fev)
- Mikko Koivu, 2009–presente

### Números aposentados
- 1 Fãs do hóquei de Minnesota, 1967-93 (North Stars) e 2000-presente (Wild)
- 99 Wayne Gretzky, C, 1979-99 (aposentado em toda a NHL)

### Escolhas de Primeira Rodada
- 2000:   Marian Gaborik (3º geral)
- 2001:   Mikko Koivu (6º geral)
- 2002:   Pierre-Marc Bouchard (8º geral)
- 2003:   Brent Burns (20º geral)
- 2004:   A.J. Thelen (12º geral)
- 2005:   Benoit Pouliot (4º geral)
- 2006:   James Sheppard (9º geral)
- 2007: Colton Gillies (16º geral)
- 2008: Tyler Cuma (23º geral)
- 2009: Nick Leddy (16º geral)
- 2010: Mikael Granlund (9º geral)
- 2011: Jonas Brodin (10º geral) e Zack Phillips (28º geral)
- 2012: Mathew Dumba (7º geral)
- 2013: Nenhum

### Líderes em Pontos da Franquia
Esses são os dez maiores pontuadores da história do Minnesota Wild. Os números são atualizados ao final de cada temporada da NHL.

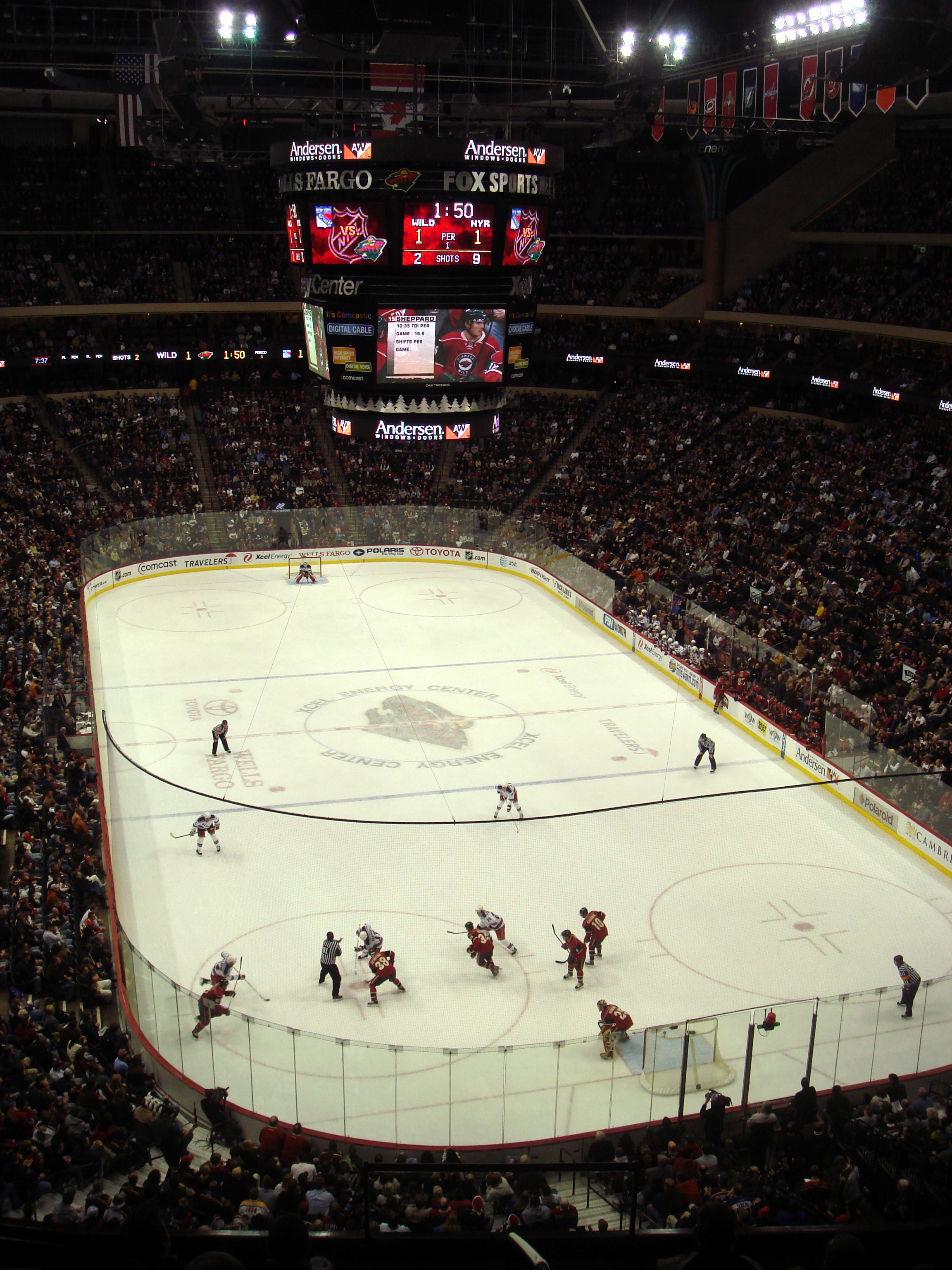
Minnesota Wild, Xcel Energy Center

Nota: GP = Jogos, G = Gols, A = Assistências, Pts = Pontos
| Player               | POS | GP  | G   | A   | Pts |      |
| -------------------- | --- | --- | --- | --- | --- | ---- |
| Mikko Koivu*         | C   | 601 | 130 | 322 | 452 | 0.75 |
| Marian Gaborik       | RW  | 502 | 219 | 218 | 437 | 0.87 |
| Pierre-Marc Bouchard | RW  | 565 | 106 | 241 | 347 | 0.61 |
| Andrew Brunette      | LW  | 489 | 119 | 202 | 321 | 0.66 |
| Brian Rolston        | LW  | 241 | 96  | 106 | 202 | 0.84 |
| Brent Burns          | D   | 453 | 55  | 128 | 183 | 0.40 |
| Wes Walz             | C   | 438 | 82  | 100 | 182 | 0.42 |
| Kyle Brodziak*       | C   | 374 | 63  | 86  | 149 | 0.39 |
| Pascal Dupuis        | LW  | 334 | 67  | 74  | 141 | 0.42 |
| Filip Kuba           | D   | 357 | 33  | 99  | 132 | 0.37 |

## Prêmios e Troféus na NHL
Bill Masterton Memorial Trophy
- Josh Harding: 2012–13

Jack Adams Award
- Jacques Lemaire: 2002–03

Roger Crozier Saving Grace Award
- Niklas Backstrom: 2006–07
- Dwayne Roloson: 2003–04

William M. Jennings Trophy
- Manny Fernandez and Niklas Backstrom: 2006–07

NHL All-Star Team
- Ryan Suter: 2012–13

NHL All-Rookie Team
- Jonas Brodin: 2012–13

## Recordes Individuais
- Mais Gols em uma temporada: Marian Gaborik, 42 (2007-08)
- Mais Assistências em uma temporada: Pierre-Marc Bouchard, 50 (2007-08)
- Mais Pontos em uma temporada: Marian Gaborik, 83 (2007-08)
- Mais Minutos de Penalidade em uma temporada: Matt Johnson, 201 (2002-03)
- Mais Pontos em uma temporada, defensor: Brent Burns, 46 (2010-11)
- Mais Pontos em uma temporada, novato: Marian Gaborik, 36 (2000-01)
- Mais Vitórias: Niklas Backstrom, 218 (até 2012-13)
- Mais Vitórias em uma temporada: Niklas Bäckström, 37 (2008-09)
- Mais Shutouts em uma temporada: Niklas Bäckström, 8 (2008-09)